# Río Choluteca
Der ca. 349 km lange Río Choluteca (im Oberlauf auch Río Grande oder Río San José genannt) ist der längste Fluss des mittelamerikanischen Staats Honduras. 

## Verlauf
Der Río Choluteca entspringt in über 1050 m Höhe als Río Grande etwa 3 km (Luftlinie) nordöstlich des Ortes Lepaterique im Departamento Francisco Morazán. Er fließt zunächst in südöstlicher Richtung und durchfließt den Stausee Embalse La Concepción; danach wendet sich nach Norden und streift die Hauptstadt Tegucigalpa. Schließlich wendet er sich in Richtung Süden und mündet – zusammen mit dem aus Nordosten kommenden Río Sampile – in den Golf von Fonseca, eine Bucht des Pazifik.

## Nebenflüsse
Der Fluss hat mehrere Nebenflüsse – fünf davon sind der Río del Hombre, der Río Talanga, der Río Zapotal, der Río Texiguat und der Río Iztoca.

## Orte
Am Fluss liegen die Millionenstadt Tegucigalpa sowie mehrere kleinere bis mittelgroße Städte (darunter Apacilagua und Choluteca).
Zwischen 1996 und 1998 errichtete die japanische Hazama Ando Corporation für eine Umgehungsstraße bei der Stadt Choluteca eine neue Brücke über den Fluss Choluteca, die „Brücke der aufgehenden Sonne“ (Puente Sol Naciente). Kurz nach ihrer Fertigstellung traf Hurrikan Mitch das Land und veränderte den Lauf des Flusses so, dass die neue Brücke über trockenem Land stand.